# Universitat de Montpeller 2
La Universitat de Montpeller-2 o Universitat de Ciències i Tècniques de Montpeller 2, va ser creada el 1970, és hereva de la Universitat de Montpeller creada el 1289.
El seu campus principal es troba al nord de Montpeller i diversos campus es troben distribuïts per la regió. És membre fundadora del pol d'Universitats Languedoc-Roussillon. Es va fusionar amb la Universitat de Montpeller-I l'1 de gener de 2015 per formar la nova Universitat de Montpeller.

## Història
La creació de la universitat imperial per part de Napoleó I el 1808 va provocar l'aparició d'una sèrie de facultats de lletres i facultats de ciències a les principals ciutats de l'Imperi.
Montpeller, que ja comptava des de feia temps amb una facultat de medicina i una escola de farmàcia, així com una reconeguda Société royale des sciences creada el 1706, va començar a funcionar el 1810 d'una facultat de ciències inicialment dotada de set càtedres. : matemàtiques transcendentals, astronomia, física, química, zoologia, botànica, mineralogia. Aquestes càtedres eren vint-i-set el 1960, abans de l'establiment d'una nova organització d'educació superior el 1970.
Però víctima de la turbulència política inherent al segle XVIII i de les seves pròpies dissensions, la Societat va anar decaient lentament i va desaparèixer el 29 de febrer de 1816, abans de renéixer el desembre de 1846.
L'any 1879, la facultat també va ser present a Seta amb la construcció d'una estació de biologia marina i dotze anys més tard, l'Institut de Botànica, encara propietat de la Universitat de Montpeller-II. L'Institut de Química és creat el 1889 i es va convertir l'any 1941 en l'Escola Nacional de Química de Montpeller i va rebre el títol d'establiment públic administratiu adscrit a la Universitat de Montpeller-II.
L'any 1964 va abandonar el centre de la ciutat per traslladar-se a un campus de trenta hectàrees, al nord de Montpeller, sobre el qual es van construir 146.000 m2 d'edificis destinats a la docència i la recerca. Després, el 1973, l'Institut universitaire de technologie es va traslladar a un nou campus al nord de Montpeller de nou hectàrees paral·lelament a la construcció del de Nimes. Més recentment, s'han creat dos departaments de tecnològics a Béziers i Sète.
El setembre de 2007, l'Institut de Béziers va esdevenir un component de ple dret i, el gener de 2008, l'Institut Universitaire de Formation des Maîtres de Montpeller també es va convertir en un component de la universitat. La llei de juliol de 2013 suprimeix la I'Institut a favor de les Écoles supérieures du professorat et de l'éducation. El setembre de 2013, aquell Institut es va convertir en la Facultat d'Educació, dins de la Universitat de Montpeller-II.